# アルタバノス3世
- アルタバヌス3世

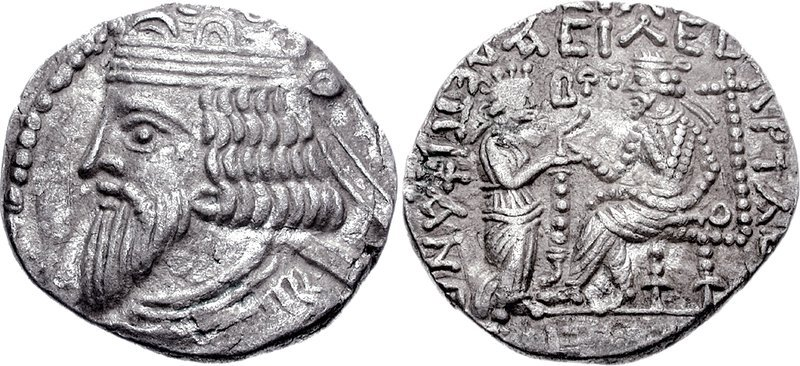
アルタバノス3世

アルタバノス3世（Artabanus III、在位：西暦80年 - 90年頃）は、アルサケス朝パルティアの王。
パコルス2世に対抗してメソポタミアで挙兵し、アナトリアで勢力を拡張していた偽ネロを支持することでローマ人の歓心を買い、一時はかなりの勢力を築いてコインを発行するなどした。しかし最終的には90年頃にパコルス2世に敗れて、権力の座から追われた。